# Douglas Snyder
Douglas Snyder (...) è un ingegnere e astrofilo statunitense.
Douglas Snyder è un astrofilo che osserva dall'osservatorio astronomico Palominas Starhaven Observatory (PSO), situato a Palominas nell'Arizona meridionale (Usa). È membro della IOTA, della IDA, della Webb Deep-Sky Society e del Huachuca Astronomy Club di cui è stato anche presidente.
Snyder si occupa in particolare della lotta all'inquinamento luminoso del cielo notturno.
È uno dei due coscopritori, assieme all'astrofilo giapponese  Shigeki Murakami, della cometa non periodica C/2002 E2 Snyder-Murakami: Snyder ha scoperto la cometa dopo 70 ore di osservazioni.

## Riconoscimenti
Snyder è stato il vincitore, assieme a quattro altri astrofili del 2002 Edgar Wilson Award. 
Gli è stato dedicato un asteroide, 15512 Snyder.